# مينتا دورفي
ارامينتا ايستيل مينتا دورفي (بالإنجليزية:Araminta Estelle "Minta" Durfee) (مواليد 1 أكتوبر 1889 - وفيات 9 سبتمبر 1975). ممثلة أمريكية في الأفلام الصامتة وربما تعرف أكثر عن دورها في فيلم ميكي (1918).

## روابط خارجية
- مينتا دورفي على موقع IMDb (الإنجليزية)
- مينتا دورفي على موقع ألو سيني (الفرنسية)
- مينتا دورفي على موقع أول موفي (الإنجليزية)
- مينتا دورفي على موقع قاعدة بيانات الأفلام السويدية (السويدية)
- مينتا دورفي على موقع إن إن دي بي (الإنجليزية)
- مينتا دورفي على موقع قاعدة بيانات الفيلم (الإنجليزية)
- مينتا دورفي على موقع كينوبويسك (الروسية)
- Interview with Minta Durfee
- Find A Grave Memorial